# Kilis
Kilis è una città della Turchia, capoluogo della provincia omonima.

## Geografia fisica
Si trova 45 km a sud-ovest da Gaziantep, posta in vicinanza del confine siriano, 65 km a nord da Aleppo, in un'ampia depressione coltivata a olivi.

### Territorio
La popolazione è mista (Turchi, Curdi, Armeni).

### Clima
Kilis ha un clima semi-arido con estati lunghe e secche ed inverni brevi e piovosi.